# Le Cuisinier (Arcimboldo)
Le Cuisinier est un tableau peint par Giuseppe Arcimboldo vers 1570, une nature morte de viandes rôties, peint à l'huile sur bois, réversible en figure anthropomorphique, conservé au Nationalmuseum de Stockholm. 

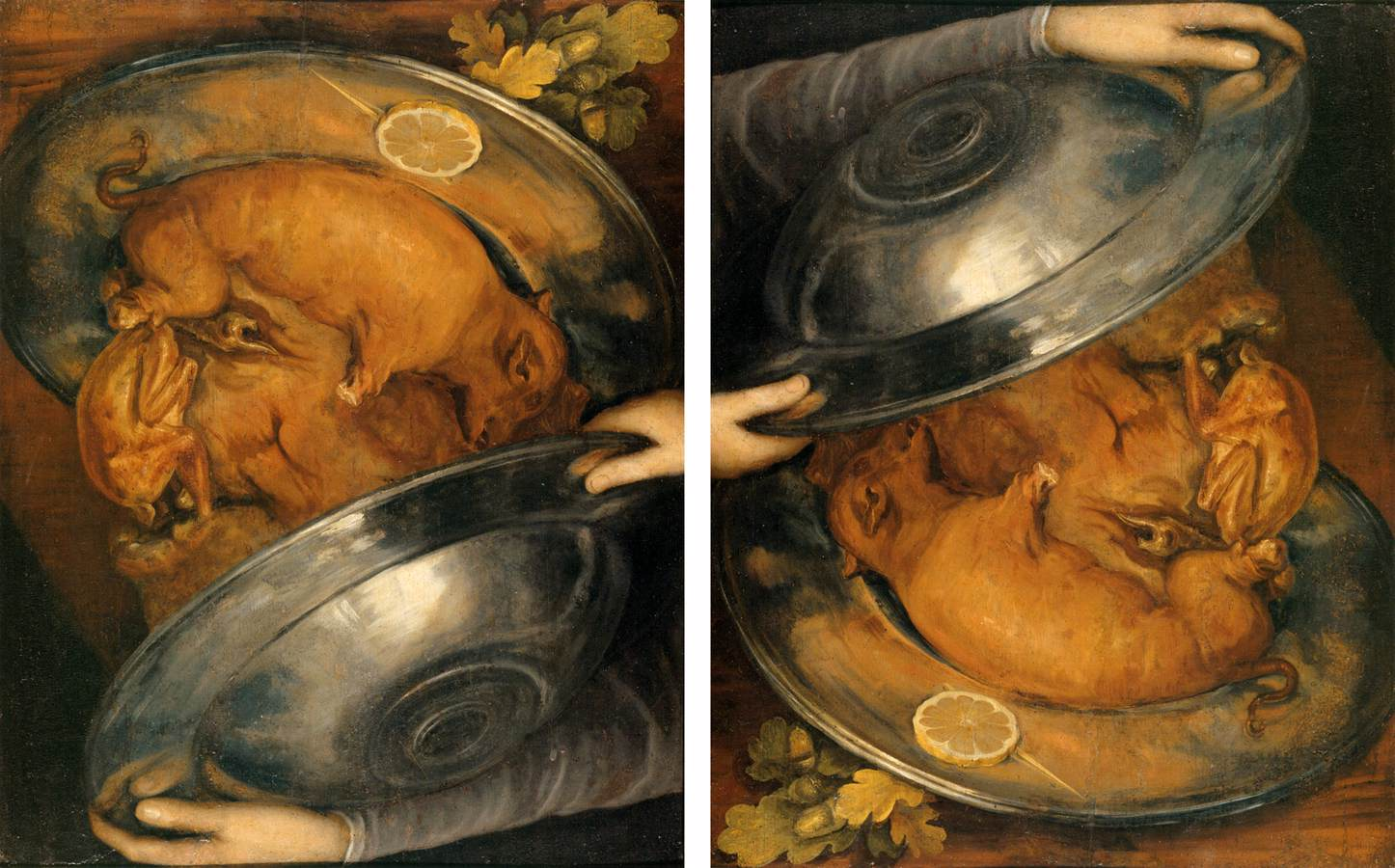
Le tableau retourné et à l'endroit (lors de sa première présentation).

Le  tableau révèle une  figure humaine par paréidolie (car il s'agit toujours d'un assemblage de viandes).